# (72533) 2001 DL99
(72533) 2001 DL99 – planetoida z pasa głównego asteroid okrążająca Słońce w ciągu 4,09 lat w średniej odległości 2,56 j.a. Odkryta 17 lutego 2001 roku.